# Dronero
Dronero is een gemeente in de Italiaanse provincie Cuneo (regio Piëmont) en telt 7142 inwoners (31-12-2004). De oppervlakte bedraagt 58,9 km², de bevolkingsdichtheid is 121 inwoners per km².
De volgende frazioni maken deel uit van de gemeente: Tetti, Monastero, Pratavecchia, Ricogno, Ponte en Bedale.

## Demografie
Dronero telt ongeveer 3115 huishoudens. Het aantal inwoners steeg in de periode 1991-2001 met 0,6% volgens cijfers uit de tienjaarlijkse volkstellingen van ISTAT.

## Geografie
De gemeente ligt op ongeveer 622 m boven zeeniveau.
Dronero grenst aan de volgende gemeenten: Busca, Caraglio, Cartignano, Castelmagno, Montemale di Cuneo, Monterosso Grana, Pradleves, Roccabruna, San Damiano Macra en Villar San Costanzo.

## Galerij

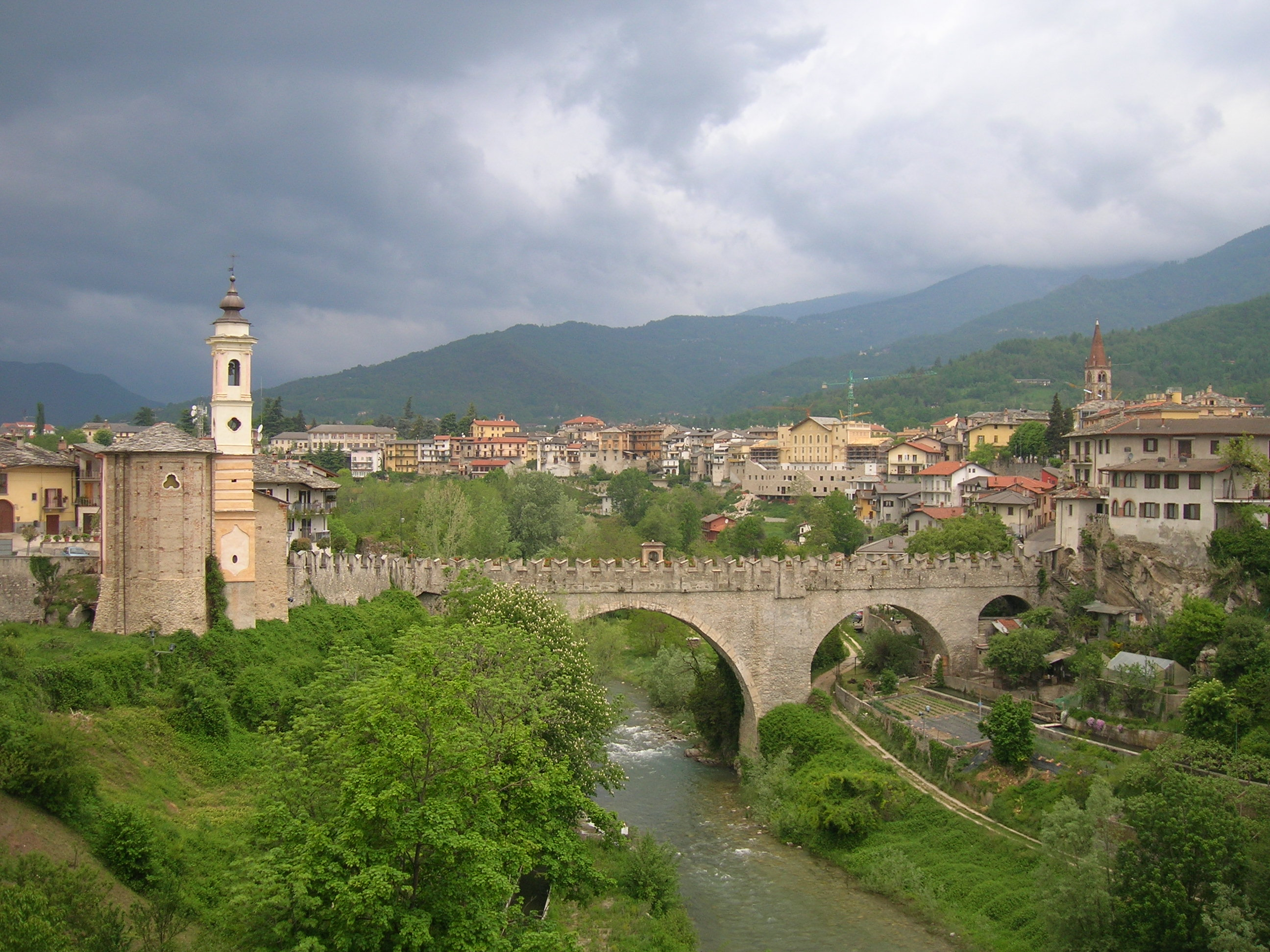
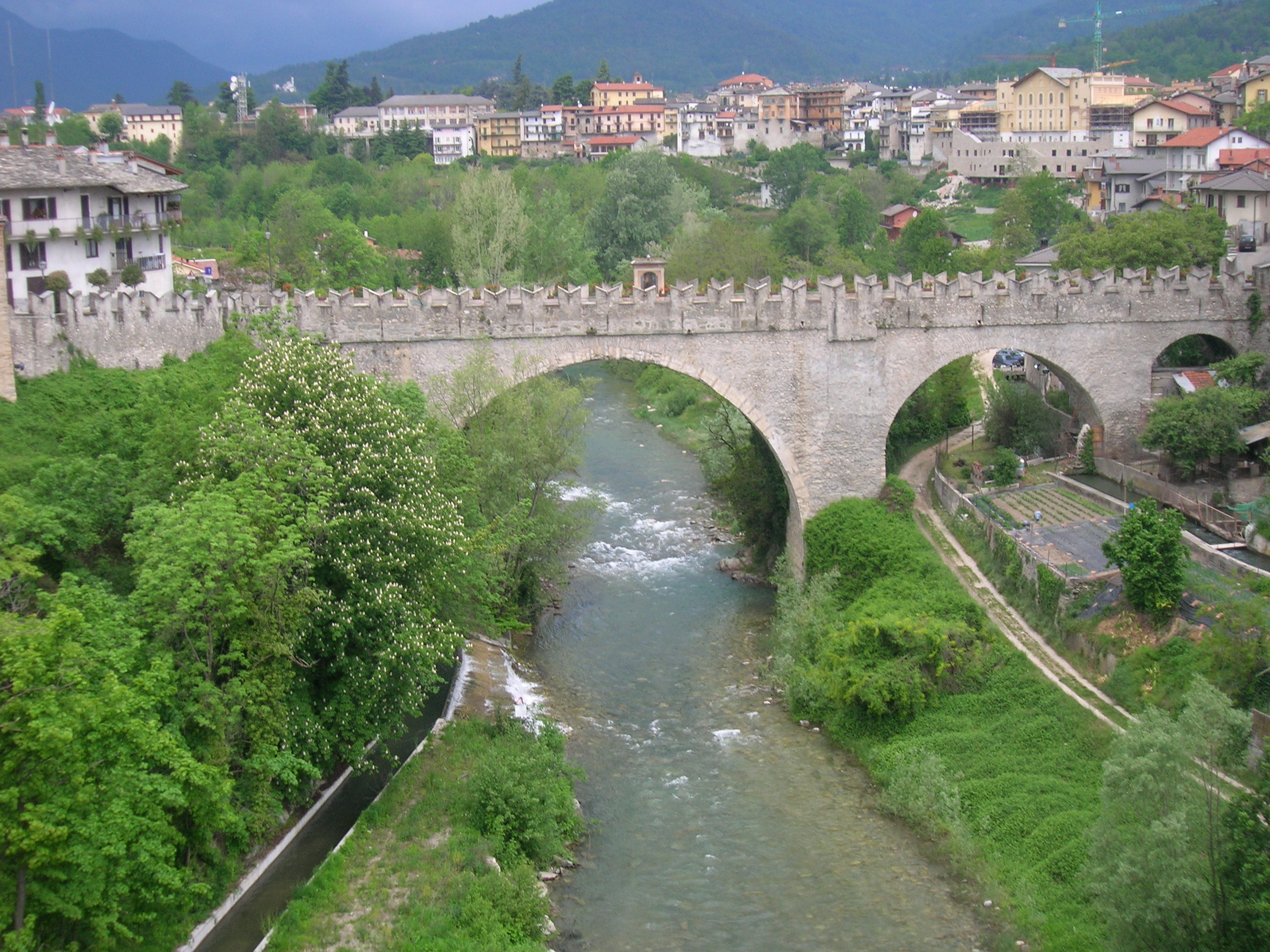
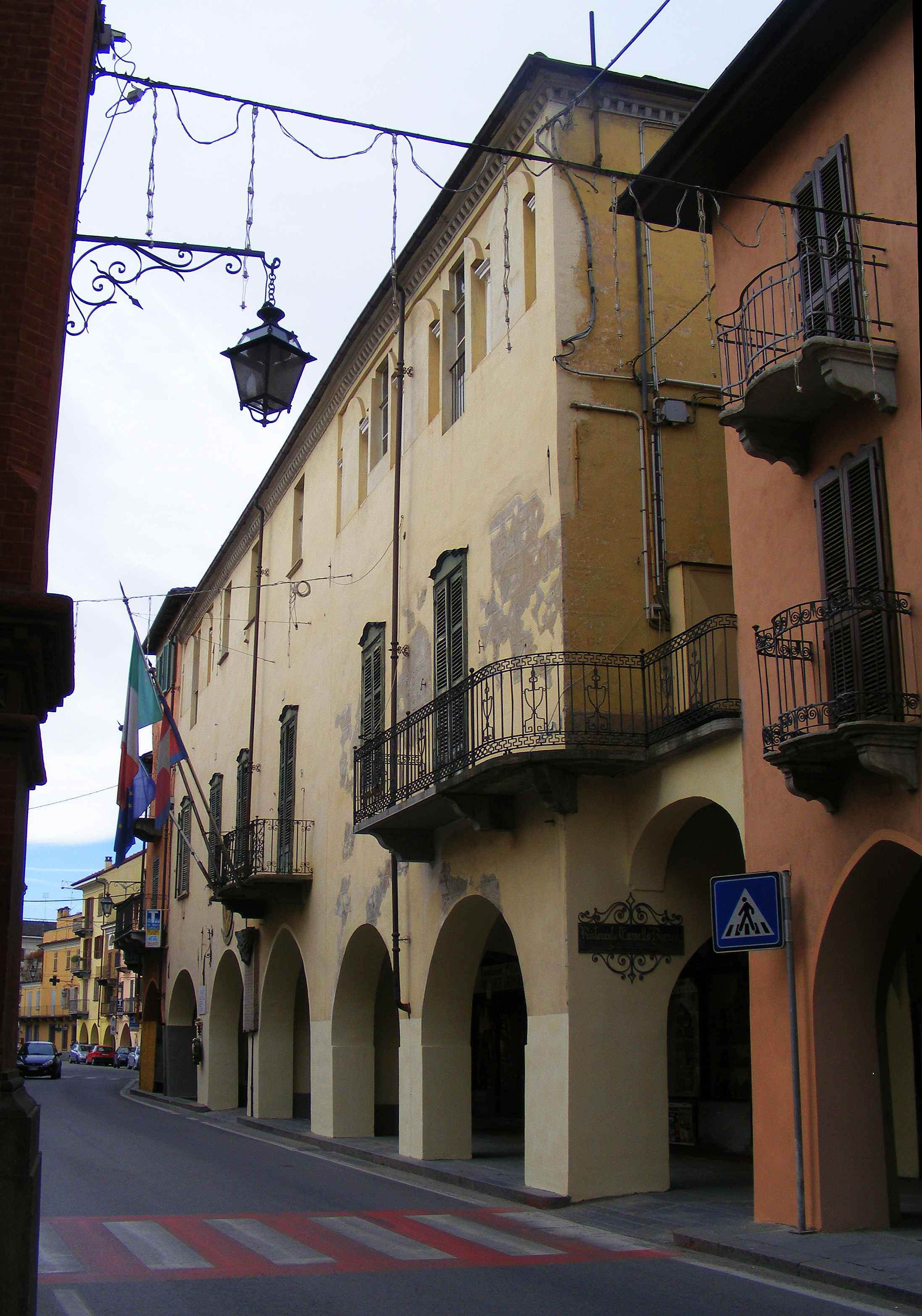